# Ulica 1905 Roku w Radomiu
Ulica 1905 roku – jedna z głównych arterii Radomia, stanowiąca fragment drogi krajowej nr 12, łączącej Niemcy z Ukrainą. Droga powstała w okresie rozwoju obszarów przemysłowych zlokalizowanych przy ulicy Młodzianowskiej, zapewniając również dobry dojazd do centrum miasta, w szczególności zaś dworca PKP w Radomiu. W późniejszym okresie przy ulicy zaczęto budować domy mieszkalne oraz blokowiska. W roku 2008 droga w złym stanie technicznym doczekała się gruntownego remontu. Całość prac budowlanych miała zakończyć się pod koniec 2010 roku. W skład prac wchodziła m.in. budowa dwupoziomowego skrzyżowania z ulicą Młodzianowską. Ostatecznie drogę po remoncie oddano do użytku w lipcu 2011 r.

## Komunikacja
Ulicą 1905 roku kursują autobusy miejskie linii. Na całej długości ulicy zlokalizowane są przystanki:
- 1905 roku/Obrońców
- 1905 roku/Tytoniowa
- 1905 roku/Kościuszki

Wszystkie przystanki obowiązują w obie strony. W okresie uroczystości Wszystkich Świętych ulicą 1905 kursują autobusy specjalnej linii CM, a także inne okresowo dojeżdżające w Radomiu.

## Zabudowania
- Fabryka Broni Łucznik
- Dawne zakłady metalowe, w których produkowano m.in. maszyny do szycia
- Zajezdnia PKS
- sklep sieci Lidl